# 129 (număr)
129 (o sută douăzeci și nouă) este numărul natural care urmează după 128 și precede pe 130.

## În matematică
Este un număr semiprim.
Este un număr centrat octaedric.
129 este suma primelor zece numere prime. Este cel mai mic număr care poate fi exprimat ca o sumă de trei pătrate în patru moduri diferite:: {\displaystyle 11^{2}+2^{2}+2^{2}}, {\displaystyle 10^{2}+5^{2}+2^{2}}, {\displaystyle 8^{2}+8^{2}+1^{2}} sau {\displaystyle 8^{2}+7^{2}+4^{2}}.
129 este produsul a două numere prime, 3 și 43, ceea ce înseamnă că 129 este un semiprim. Deoarece 3 și 43 sunt ambele numere prime Gaussiene, acest lucru înseamnă că 129 este un număr Blum.
129 este un repdigit în baza 6 (333).
129 este un număr fericit.

## În știință
Este numărul atomic al unbienniumului, un element încă nedescoperit.
129 Antigone este un asteroid din centura principală.
STS-129 a fost o misiune cu o naveta spațială Atlantis către Stația Spațială Internațională, în noiembrie 2009.

## În alte domenii
AGM-129 ACM (Advanced Cruise Missile) a fost o rachetă de croazieră subsonică produsă de General Dynamics.
Submarinul sovietic K-129 (1960) a fost un submarin nuclear al Flotei Sovietice din Pacific care s-a scufundat în 1968.

Interstate 129

Nave militare americane: USNS Mission San Miguel (T-AO-129); USS Donald W. Wolf (APD-129); USS Edsall (DE-129); USS Marvin H. McIntyre (APA-129); USS Phobos (AK-129); USS Vital (AM-129).
Agusta A129 Mangusta este un elicopter de atac/antitanc modern, utilizat de Italia.
LZ 129 Hindenburg (Deutsches Luftschiff Zeppelin #129; înregistrare: D-LZ 129) a fost un dirijabil german de mari dimensiuni destinat transportului comercial de pasageri.
Sonetul 129 (Sonnet 129) este unul dintre cele 154 de sonete scrise de William Shakespeare și publicat în 1609. Este considerat unul dintre sonetele Dark Lady. 
129 AH este un an din calendarul islamic care corespunde cu 746–747 CE.
Rezoluția 129 a Consiliului de Securitate ONU a fost adoptată în unanimitate la 7 august 1958, într-o sesiune specială de urgență a Adunării Generale. Rezoluția afirmă că aceasta a avut loc ca urmare a lipsei de unanimitate a membrilor săi permanenți la cele 834 și 837 de ședințe ale consiliului, care i-au împiedicat să își exercite responsabilitatea principală pentru menținerea păcii și securității internaționale.
Drumuri: Ontario Highway 129; Interstate 129; U.S. Route 129; Puerto Rico Highway 129 etc.